# Хаміс-Мушайт
Хамис-Мушайт (араб. خميس مشيط) — місто в південно-західній частині Саудівської Аравії. Знаходиться в адміністративному окрузі Асір.
Зараз його населення складає 601 305 осіб (за переписом 2022 року).
Столиця племені шахран в регіоні Асір. П'яте за величиною місто в Саудівській Аравії після Ер-Ріяда, Джидди, Мекки та Медіни, з населенням метрополійної території близько 1 353 000 осіб станом на 2017 рік. Хаміс-Мушайт відомий як четвертий за величиною торгівельний центр у Саудівській Аравії, а також як військова авіабаза світового рівня.

## Історія
До 1970-х років Хаміс-Мушайт був невеликим містечком з населенням менш як 50 000 осіб, яке обслуговувало навколишній сільськогосподарський регіон з м'яким кліматом. З того часу його населення різко зросло і сягнуло понад 1 200 000 осіб. Місто оточене фермами, що вирощують сільськогосподарські культури.
Хаміс-Мушайт був відомий під цією назвою з 1760-х років. Назван від прізвища Аль-Мушайт, що вказує на чоловіка, на ім'я Мушайт, який захищал це місто. Вважається, Мушаїт це прізвище Мушайта ібн Салема, глави племені шахранів і охоронця ринку.

## Клімат
Місто знаходиться у зоні, котра характеризується кліматом тропічних пустель. Найтепліший місяць — липень із середньою температурою 23.9 °C (75 °F). Найхолодніший місяць — січень, із середньою температурою 13.9 °С (57 °F).
| Клімат Хаміс-Мушайта    | Клімат Хаміс-Мушайта | Клімат Хаміс-Мушайта | Клімат Хаміс-Мушайта | Клімат Хаміс-Мушайта | Клімат Хаміс-Мушайта | Клімат Хаміс-Мушайта | Клімат Хаміс-Мушайта | Клімат Хаміс-Мушайта | Клімат Хаміс-Мушайта | Клімат Хаміс-Мушайта | Клімат Хаміс-Мушайта | Клімат Хаміс-Мушайта | Клімат Хаміс-Мушайта |
| Показник                | Січ.                 | Лют.                 | Бер.                 | Квіт.                | Трав.                | Черв.                | Лип.                 | Серп.                | Вер.                 | Жовт.                | Лист.                | Груд.                | Рік                  |
| Абсолютний максимум, °C | 27                   | 28                   | 31                   | 32                   | 37                   | 41                   | 39                   | 44                   | 36                   | 28                   | 32                   | 31                   | 44                   |
| Середній максимум, °C   | 19                   | 20                   | 22                   | 24                   | 27                   | 30                   | 29                   | 28                   | 27                   | 25                   | 22                   | 20                   | 25                   |
| Середня температура, °C | 13                   | 15                   | 17                   | 18                   | 21                   | 23                   | 23                   | 23                   | 21                   | 18                   | 16                   | 14                   | 18                   |
| Середній мінімум, °C    | 8                    | 10                   | 12                   | 13                   | 15                   | 17                   | 17                   | 17                   | 15                   | 12                   | 9                    | 7                    | 13                   |
| Абсолютний мінімум, °C  | −2                   | −1                   | 0                    | 0                    | 7                    | 2                    | 11                   | 3                    | 5                    | 2                    | −2                   | −2                   | −2                   |
| Норма опадів, мм        | 10                   | 10                   | 80                   | 50                   | 30                   | 0                    | 20                   | 20                   | 0                    | 0                    | 10                   | 0                    | 260                  |
| ----------------------- | -------------------- | -------------------- | -------------------- | -------------------- | -------------------- | -------------------- | -------------------- | -------------------- | -------------------- | -------------------- | -------------------- | -------------------- | -------------------- |
| Джерело: Weatherbase    |                      |                      |                      |                      |                      |                      |                      |                      |                      |                      |                      |                      |                      |

## Авіабаза
У Хаміс-Мушайті розташована велика авіабаза. База була розроблена і побудована американськими фахівцями в 1960-х і 70-х роках. Зараз це одна з 6 основних авіабаз Саудівських військово-повітряних сил.
Під час війни в Перській затоці 1990 року тут розташовувалися ескадрилья Lockheed F-117 Nighthawk американських ВПС.

## Пам'ятки
У Хаміс-Мушайт є кілька базарів, зокрема Хаміс-Сук і Сільвер-Сук, обидва відомі своїми срібними прикрасами, а також ринок спецій. Серед готелів — готель «Мушайт Палас» і готель «Трайдент». Також варто виділити лікарню Аль-Хаят і мечеть Хаміс-Мушайт.

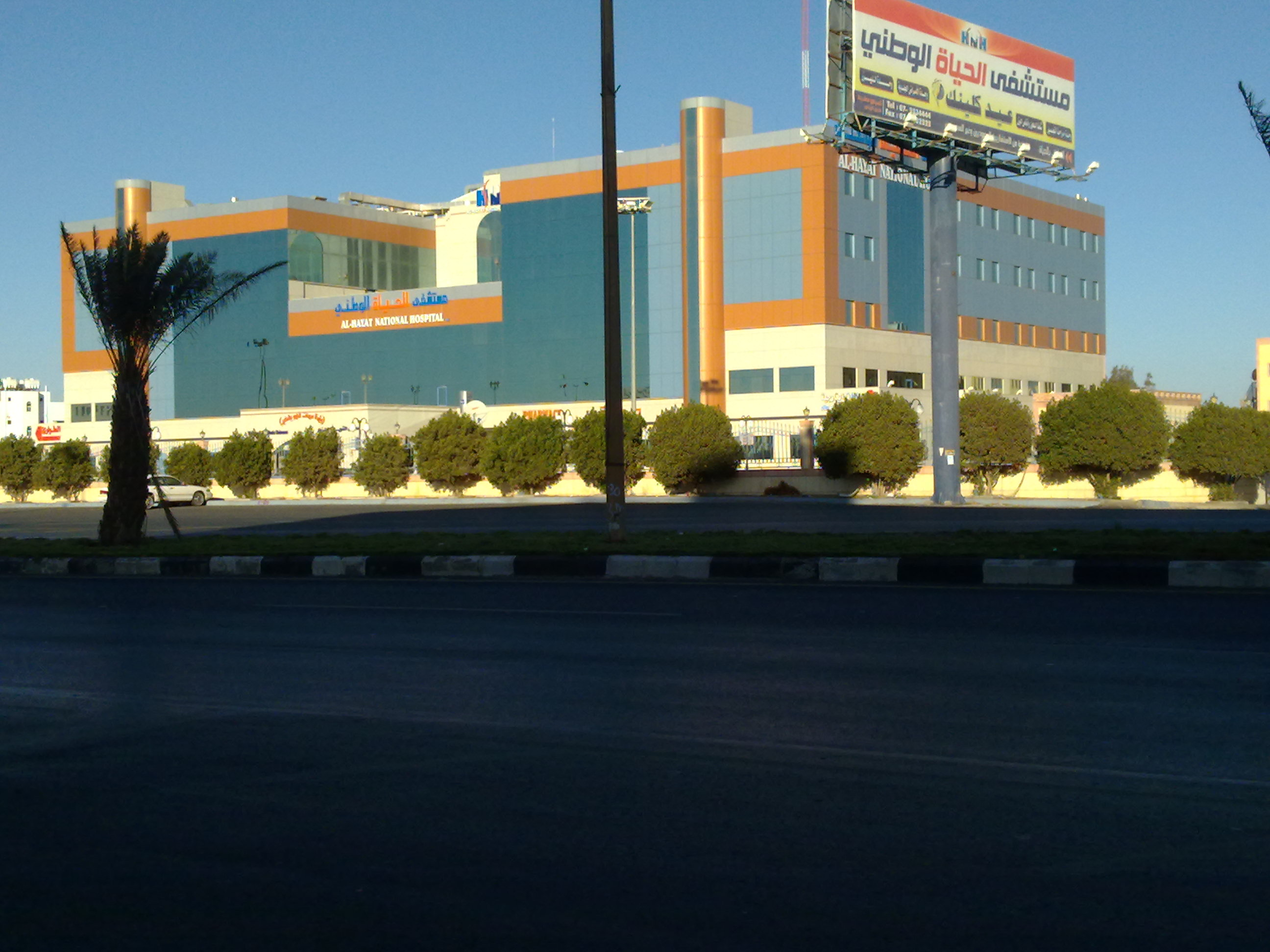
Лікарня Аль-Хаят
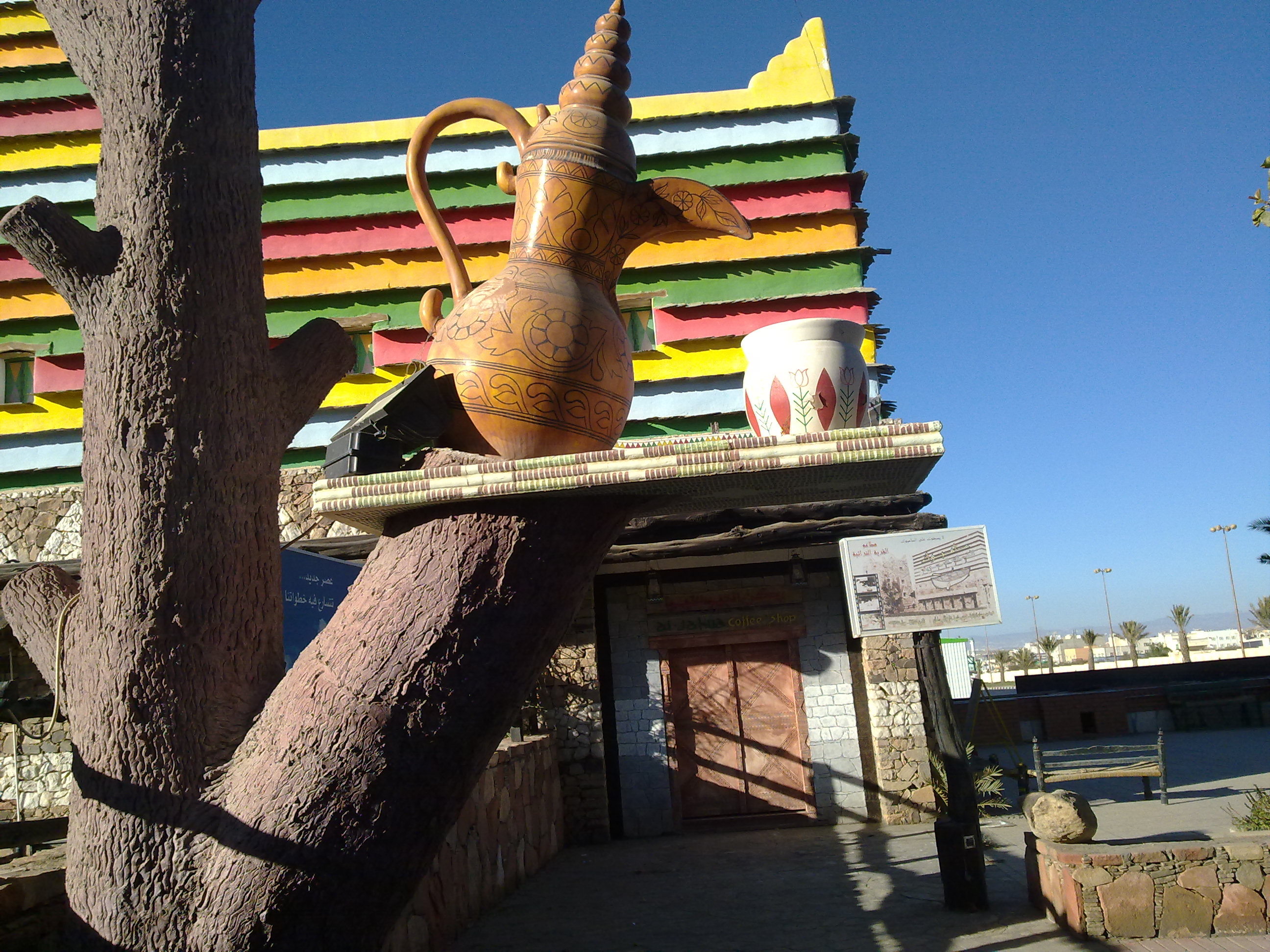
Статуя кави в зоні культурної спадщини Хаміс Мушаїт
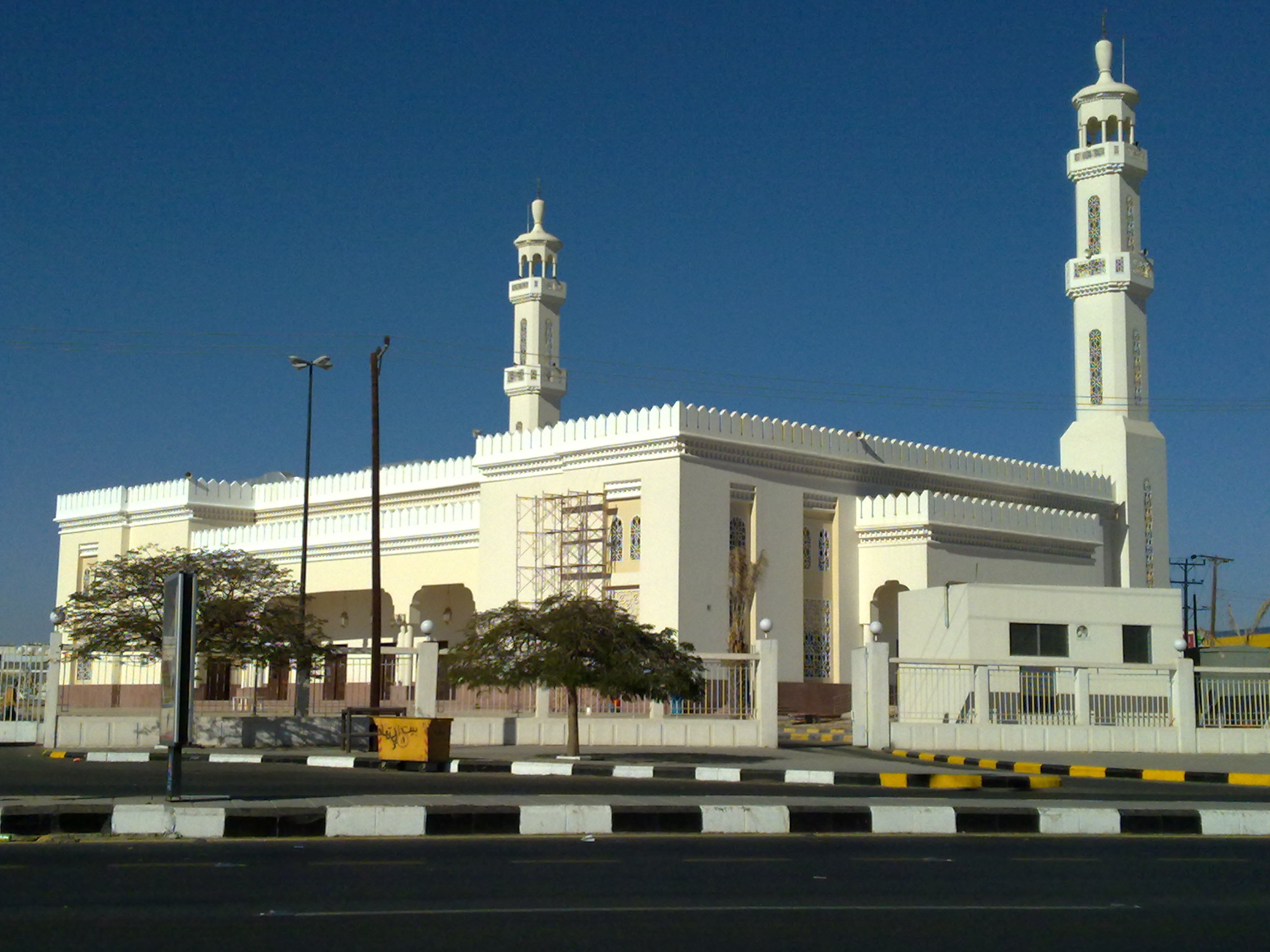
Мечеть короля Фахда

## Спорт
У місті Хаміс-Мушайт знаходиться клуб «Дамак», один з найвідоміших саудівських клубів з легкої атлетики, з якого походить Гаді аль-Сомайлі, срібний призер у бігу на 400 метрів з бар'єрами Олімпійських ігор 2000 року в Австралії.